# Estudiantes de Buenos Aires
Az Estudiantes de Buenos Aires egy argentin labdarúgócsapat Caseros városában. A egyesületet 1898. augusztus 15-én alapították. A csapat jelenleg a másodosztályban szerepel.
Egy alkalommal nyerték meg a Copa de Competencia Jockey Clubot, a Gimnasia y Esgrima (BA) csapatát 3–1-re legyőzve, amivel kvalifikáltál magukat a Tie-kupába.

## Sikerek
Copa de Competencia Jockey Club
- Győztes (1): 1910
- Döntős (1): 1911

Copa de Honor Municipalidad de Buenos Aires
- Döntős (3): 1906, 1909, 1913

Tie-kupa
- Döntős (1): 1910

## Fordítás
Ez a szócikk részben vagy egészben  az   Estudiantes de Buenos Aires című angol Wikipédia-szócikk fordításán alapul.  Az eredeti cikk szerkesztőit annak laptörténete sorolja fel. Ez a jelzés csupán a megfogalmazás eredetét és a szerzői jogokat jelzi, nem szolgál a cikkben szereplő információk forrásmegjelöléseként.